# Cunén
Cunén – miasto w środkowo-zachodniej Gwatemali, w górach Sierra Madre de Chiapas, w departamencie El Quiché, leżące w odległości 17 km na wschód od stolicy departamentu Santa Cruz del Quiché. Według danych szacunkowych w 2012 roku liczba ludności miasta wyniosła 18 877 mieszkańców.
Jest siedzibą władz gminy o tej samej nazwie, która w 2012 roku liczyła 36 423 mieszkańców. Gmina jest niewielka, a jej powierzchnia obejmuje 168 km².